# 姜家湾街道
姜家湾街道，是中华人民共和国山西省大同市云冈区下辖的一个乡镇级行政单位。2021年3月，云冈区撇销姜家湾街道，整建制并入云冈镇。

## 行政区划
姜家湾街道下辖以下地区：
新大街社区、同云里社区、新开路社区、南山路社区、四化路社区和云姜里社区。